# Władysław Ludwik Anczyc
Władysław Ludwik Anczyc herbu Ancuta, pseudonimy literackie Kazimierz Góralczyk, W.A. Lasota (ur. 12 grudnia 1823 r. w Wilnie, zm. 28 lipca 1883 r. w Krakowie) – polski poeta, dramatopisarz, wydawca, tłumacz, działacz ludowy, z zawodu farmaceuta. Wnuk Tomasza Hrehorowicza, syn Zygmunta i Barbary z Hrehorowiczów, ojciec Stanisława i Wacława Zygmunta, dziad Władysława.

## Życiorys
Pochodził z rodziny szlacheckiej. Jego pradziad Jan von Anschütz pełnił urząd chorążego wojsk saskich. Władysław Ludwik Anczyc był synem aktorów – Zygmunta Anczyca i Barbary Anczycowej z Hrehorowiczów. Ojciec występował na scenach teatrów w Wilnie, Grodnie, Warszawie i Krakowie; w latach 1838–1839 był także dyrektorem teatru krakowskiego. Matka zaś była aktorką teatru wileńskiego, a po opuszczeniu sceny działaczką dobroczynną.
Uczęszczał do szkoły średniej w Krakowie. W tym mieście w roku 1847 ukończył z tytułem magistra farmację na Uniwersytecie Jagiellońskim. W roku 1846 brał udział w powstaniu krakowskim, za co w latach 1846–1847 więziony był przez władze austriackie. Debiutował wierszami politycznymi  w redagowanym przez siebie piśmie satyrycznym „Dodatek do Świstka” w 1848. W 1849 był adiunktem Katedry Chemii i Farmacji. Równocześnie tworzył utwory dramatyczne dla krakowskiej sceny teatralnej, w których odnaleźć można tematykę ludową oraz gwarę.
W latach 1858–1867 przebywał w Warszawie. W latach 1858–1861 działał w Towarzystwie Rolniczym w Królestwie Polskim. W trakcie pobytu w Warszawie był także redaktorem pisma dla ludu „Kmiotek” (1861–1866) i „Przyjaciela Dzieci” (1866–1867). Od 1861 często bywał w Zakopanem i Tatrach jako turysta. Swoimi artykułami, np. Zwóz żentycy w Tatrach, Zakopane i lud podhalski, Wspomnienia z Tatr, przyczyniał się do popularyzacji Tatr w społeczeństwie. Z drugiej strony, już w 1874 utyskiwał w swoim artykule w „Tygodniku Ilustrowanym” na spowodowaną nadmiarem przybywających do Zakopanego turystów (zwłaszcza tych z Warszawy) drożyznę i trudności w zakwaterowaniu. W roku 1863 założył, a następnie przez rok redagował pismo „Wędrowiec”. Tam też w tym czasie redagował tajne pisma powstańcze „Kosynier” i „Partyzant”. W 1863 napisał cykl Pieśni zbudzonych – w tym Marsz strzelców, którego tekst w czasach PRL był prawie w całości zafałszowany.  

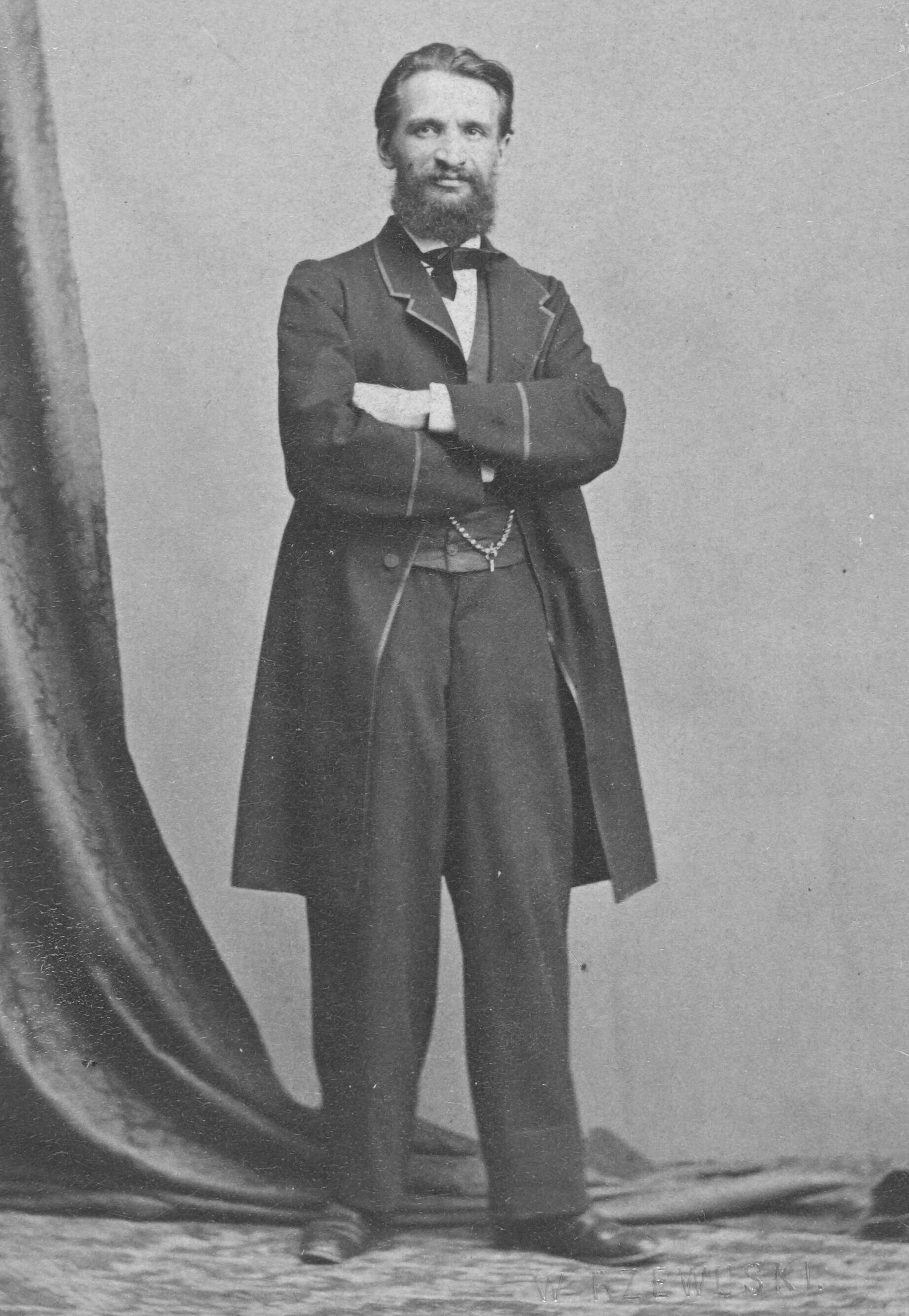
Władysław Ludwik Anczyc, 1864.

Był jednym z autorów haseł do 28 tomowej Encyklopedii Powszechnej Orgelbranda z lat 1859–1868. Jego nazwisko wymienione jest w I tomie z 1859 roku na liście twórców zawartości tej encyklopedii. W roku 1868 powrócił do Krakowa. Prowadził tam ożywioną działalność literacką i oświatową, uczestnicząc w wydawnictwach Czytelni Ludowej, Towarzystwa Oświaty Ludowej i in. W 1875 został właścicielem drukarni, działającej do czasów powojennych, którą przekształcił w ceniony zakład. W 1876 wystawił w teatrze krakowskim dramat Emigracja chłopska, nagrodzony w krakowskim konkursie dramatycznym. W roku 1880 wystawił dramat Kościuszko pod Racławicami, który stał się najbardziej popularnym widowiskiem przez wiele lat, granym na scenach teatralnych Krakowa. Kolejną nagrodę otrzymał w 1883 za „szkic dramatyczny” Jan III pod Wiedniem.

Pod koniec życia był członkiem Wielkiego Proletariatu i działał z jego ramienia w Warszawie i Krakowie. Pochowany został na cmentarzu Rakowickim w Krakowie, w grobowcu rodzinnym, w pasie Ab. 

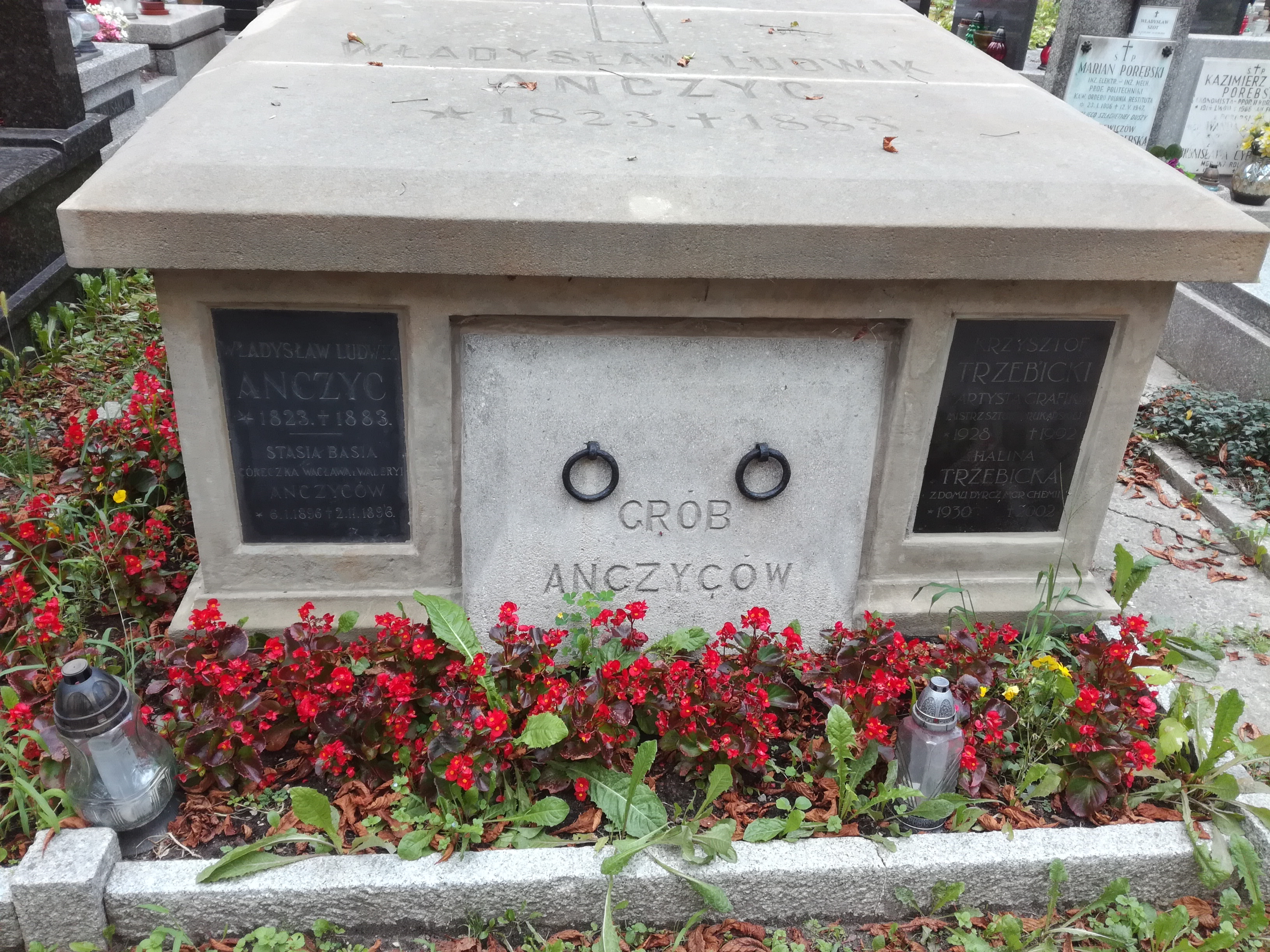
Grób Władysława Ludwika Anczyca na cmentarzu Rakowickim

Jego synowie: Stanisław Anczyc (1868–1927) był metaloznawcą i technologiem. Wacław Anczyc (1866–1938) był drukarzem i wydawcą.

## Dzieła

### Twórczość literacka
- 1848 – Emisariusz[9],
- 1850 – Chłopi arystokraci[10],
- 1854 – Łobzowianie[11],
- 1855 – Flisacy[12],
- 1856 – Błażek opętany[13],
- 1861 – Tyrteusz (1861, wyd. w 1862, pełny tekst w 1883[14])[15],
- 1862 – Uczta wyzwoleńca (całość w 1908)[16],
- 1862 – 24 obrazki z dziejów Polskich,
- 1863 – Pieśni zbudzonych (w tym Pieśń strzelców),
- 1863 – Trzech moskali: opowiadanie Walentego Kurka kosyniera spod Bodzentyna[17][18],
- 1867 – Meszty Abu Kazema[19][20],
- 1873 – Obrazki dramatyczne ludowe[21],
- 1876 – Emigracja chłopska[22],
- 1876 – W Tatry,
- 1881 – Kościuszko pod Racławicami[23],
- 1899 – Duchy czarnego boru, czyli kamienne serce[24],
- 1908 – Pieśni zbudzonych,
- 1916 – Pieśni zbudzone (zbiór poezji),
- 1973 – Księżniczka głogu[25].

### Działalność popularyzatorska
- 1862 – Elementarz dla dzieci polskich,
- 1862 – Pierwsza książeczka dla wiejskich dziatek, które już elementarz skończyły,
- 1863 – Dzieje Polski w dwudziestu czterech obrazkach[26],
- 1869 – ABC, pierwsza nauka dla dzieci[27].

## Upamiętnienie
Jego imieniem nazwano ulice w Krakowie na Salwatorze i w Łodzi.